# Melis
Melis, grčki filozof koji je pripadao elejskoj školi, rođen na otoku Samosu oko 470. pr. Kr.
Prema Diogenu Laertiju, on nije bio samo mislilac, nego i politički vođa svog rodnog grada (Samosa), bio je zapovjednik flote koja je pobijedila Atenjane 442. pr. Kr. Isti autor kaže da je Melis bio Parmenidov i Heraklitov učenik, ali ova tvrdnja najvjerojatnije nije točna, radi nedosljednosti datuma. Plutarh za njega kaže da je bio samski vojni zapovjednik, te da je uživao veliki politički ugled među svojim sugrađanima.
Osim tih izvora, o Melisovom životu se ne zna gotovo ništa. Ne zna se točan način na koji se Melis upoznao s elejskom doktrinom, ali činjenica je da su njegovi stavovi slični onima koje je Parmenid izložio u svojem spjevu "O prirodi". Neke teze su potpuno identične.
Njegova djela, fragmenti koje je Simplicije sačuvao a Aristotel potvrdio, su posvećeni obrani Parmenidove doktrine. Oni su napisani u jonskom jeziku i sadrže puno argumenata. Biće (bitak), on tvrdi, je vječno. Ono nije moglo imati početak jer nije moglo postati od ničega; ne-bića (ex nihilo nihil), niti od nečega. Ono je neuništivo; nije moguće da biće postane ne-biće, i kad bi postalo drugo biće, ne bi bilo uništenja.
Prema Simpliciju (Physika, f. 22b), ono u čemu odstupa od Parmenida jeste njegova tvrdnja da je postojeće bezgranično. Parmenid tvrdi da je postojeće ograničeno iako nema početka i kraja, a Melis odbacuje takav stav i tvrdi da postojeće mora biti bezgranično, te da ono ne može imati oblik kugle. Postojeće je bezgranično i prostorno (postojeće nema granice) i vremenski (postojeće je vječno, uvijek je bilo, jeste i uvijek će biti). Parmenidova vizija postojećeg kao savršene kugle je odbačena i zbog toga što ona nužno podrazumijeva postojanje neke praznine koja okružuje tu kuglu. Odbacujući pretpostavku ograničenosti postojećeg, Melis je morao da ide dalje i da tvrdi da je postojeće beskrajno i bezgranično. 
Slijedeći argumentaciju iz Parmenidova spjeva "O prirodi", Melis tvrdi da svemir nije živ, da ne može niti rasti niti se smanjivati, ne može trpjeti bol i patnju, tj. nema nikakav senzibilitet. On time prekida grčku tradiciju koja je vjerovala da je sve postojeće slično organizmu. Kod Melisa nema više govora o tome da se svemir rađa i umire, ono što postoji – vječno je. 
Osnovna teškoća ove logike je u temelju paradoksa koje je Zenon bolje izrazio i koji u većoj mjeri pokazuju, i u svim modernim diskusijama, dokaz da su osjeti proturječni intelektu. Apstraktni argumenti su pokazali da promijene u cjelini nisu moguće; ali, ipak, čula nam govore da hladno postaje toplo, tvrdo postaje meko, živo umire i tako dalje. Iz uspoređivanja Melisa sa Zenonom, pokazuje se da je duh dijalektike uvijek bio tu, iako ga nisu primijetili.  
Ni Melis ni Zenon, izgleda, nisu uvidjeli da njihove tvrdnje udaraju na korijene upravo Bića koje su podržavali. Oružje koje su stvorili u interesu Parmenida bit će korišteno u istoj mjeri i protiv njih samih.
U historijama filozofije Melisov doprinos je često podcjenjivan, a ta tradicija potiče od Aristotelovog podcjenjivanja Melisove uloge u razvoju Elejske škole. Ipak, neki historiografi tvrde da je Melis učvrstio teorijsku osnovu Elejske škole i znatno doprinio njenoj izgradnji.

## Poveznice
- Filozofija
- Elejska škola
- Parmenid
- Zenon
- Ksenofan